# Liste der Nummer-eins-Hits in der Slowakei
Die Liste der Nummer-eins-Hits in der Slowakei basiert auf den wöchentlichen Charts des Landes, die seit 2006 von ČNS IFPI (früher: IFPI ČR) herausgegeben werden. Seit 2006 gibt es Airplaycharts, seit 2014 parallel dazu digitale Singlecharts und seit Ende 2016 zusätzlich Albumcharts.
Die Liste ist nach Jahren aufgeteilt.